# Residência médica
A residência médica é uma modalidade de ensino de pós-graduação destinada a médicos, sob a forma de curso de especialização. Funcionando em instituições de saúde como hospitais-escola, os pós-graduandos realizam atividades profissionais remuneradas sob a orientação de médicos especialistas.

## Residência médica no Brasil
A residência médica no Brasil constitui modalidade de ensino de pós-graduação, destinada a médicos, sob a forma de cursos de especialização stricto sensu, caracterizada por treinamento em serviço, funcionando sob a responsabilidade de instituições de saúde, universitárias ou não, sob a orientação de profissionais médicos de elevada qualificação ética e profissional. Os especializandos são remunerados sob a forma de bolsa-auxílio no valor de 4.106,09 reais.
No Brasil o ciclo de formação do médico é dividido em três partes. O primeiro é o ciclo básico, o segundo é o ciclo clínico e o terceiro é o internato médico. Concluídas as três etapas, o profissional estará apto a atuar.
Foi instituída no Brasil pelo decreto número 80 281,1 de 5 de setembro de 1977.

## Internato médico em Portugal
Em Portugal, um médico interno é aquele que se encontra num período de formação pós-graduada que conduz à obtenção da especialidade. Esse período inicia-se após a conclusão do curso e pode durar entre 5 a 7 anos, consoante a especialidade. No final do internato, os médicos passam a ser especialistas.
É frequente a confusão entre médico interno e especialista em Medicina Interna - internista. Não são sinónimos, apesar de um médico interno poder estar a fazer a sua especialização em medicina interna.
A Ordem dos Médicos é a entidade que, em Portugal, regula a prática médica e assegura a formação pós-graduada técnico-científica dos seus inscritos, através dos internatos - períodos que conferem, aos clínicos, o grau de especialista.